# La miliardaria (film 1922)
La miliardaria (Billions) è un film muto del 1920 diretto da Ray C. Smallwood. La sceneggiatura di Charles Bryant si basa su L'Homme riche, lavoro teatrale di Jean Jose Frappa e Henry Dupuy-Mazuel andato in scena in prima a Parigi nel giugno 1914 e adattato per lo schermo da Charles E. Whittaker (con le didascalie firmate da Nazimova). Prodotto dalla Nazimova Productions, il film aveva come interpreti Alla Nazimova, Charles Bryant, William Irving, Victor Potel, John Steppling.

## Trama
La principessa Triloff, un'emigrata russa, fugge in America. Mecenate delle arti, si innamora di un poeta, Owen Carey che lei protegge anonimamente, diventando in segreto la sua benefattrice. Owen, dopo avere ereditato una fortuna dallo zio Krakerfeller, ne assume l'identità lasciando la sua all'amico Frank Manners. Un giorno, Owen incontra la principessa e si innamora di lei ma intuisce che lei ama invece Manners che lei crede essere il suo protetto. Quando poi, invece, la principessa scopre la vera identità del falso Krakerfeller, ricambia il suo amore. La loro relazione però ha una battuta d'arresto quando Owen, persa la propria eredità, si sente adesso intimidito dalla ricchezza della principessa. Il loro rapporto supererà la crisi perché anche la principessa diventa povera dopo che i rivoluzionari in Russia, hanno confiscato tutti i suoi beni. Ambedue poveri, i due possono finalmente amarsi senza problemi.

## Produzione
Il film fu prodotto dalla Nazimova Productions, la compagnia creata dalla famosa attrice Alla Nazimova un paio di anni prima.

## Distribuzione
Il copyright del film, richiesto dalla Metro, fu registrato il 22 novembre 1920 con il numero LP15826.
Distribuito dalla Metro Pictures Corporation, il film uscì nelle sale statunitensi il 6 dicembre 1920. In Finlandia, fu distribuito il 6 maggio 1923.
In Italia, distribuito dalla Metro Pictures, ottenne il visto di censura numero 17817 il 30 gennaio 1923.
Non si conoscono copie ancora esistenti della pellicola che viene considerata presumibilmente perduta.